# Икабья
Икабья́ — посёлок станции в Каларском районе Забайкальского края России.

## География
Расположен в восточной части Каларского района на читинском участке Байкало-Амурской магистрали, на левом берегу реки Большая Икабья, в 48 км к северо-востоку от районного центра, села Чара. С эвенкийского «икабья» — сумка для женских украшений.

## История
Посёлок возник в связи со строительством БАМа. Строительство Икабьи началось в 1980 году — 7 февраля прибыли строители и лесорубы СМП-591 бригады В. П. Кударя: поставили вагончики, построили первые дома. Центральная улица посёлка была названа улицей Первопроходцев. 29-30 марта 1981 г. прибыл Всесоюзный ударный комсомольский отряд им. XXVI съезда КПСС (посланцы десяти областей Украины), в честь бойцов которого одну из улиц назвали «Юность Украины». После высадки десанта ССМП «ГрузстройБАМ» появилась улица Шота Руставели. В 1981 году население составляло 3000 человек. 1 сентября 1981 года открылась Икабьинская средняя школа на 320 учащихся. 25 июля того же года с иркутской станции Ния прибыл первый десант шефского специализированного СМП «ГрузстройБАМ».
24 сентября 1983 года на станцию пришёл первый рабочий поезд, а в 1984 году начинается строительство железнодорожного посёлка и вокзала. Его первые дома были сданы в эксплуатацию в 1986 году. В этом же году был сдан в эксплуатацию вокзал.
Сейчас в посёлке действуют средняя школа № 3, детский сад «Сказка», библиотека, дом культуры, ООО «Нерюнгри-металлик», добывающее золото на месторождении Таборное.
С 2006 по 2020 гг. посёлок был административным центром сельского поселения «Икабьинское».

## Геральдика
Известен сувенирный значок с проектом герба посёлка Икабья: в лазоревом щите на фоне двух зеленых гор три серебряных сарая прикрывающих друг друга, перед передним из которых справа двухъярусная коническая серебряная башня; в лазоревой оконечности щита серебряное крылатое колесо.

## Население
| 2002 | 2010 | 2013 | 2014 | 2015 | 2016 | 2017 |
| ---- | ---- | ---- | ---- | ---- | ---- | ---- |
| 510  | ↘505 | ↘470 | ↘463 | ↘462 | →462 | ↘426 |
| 2018 | 2019 | 2020 | 2021 |      |      |      |
| ↘398 | ↘376 | ↘354 | ↗362 |      |      |      |

## Фотографии
- Икабья, 1984-1985 годы
- Вокзал станции Икабья